# CRISPR
Clustered Regularly Interspaced Short Palindromic Repeats

CRISPR/Cas9.

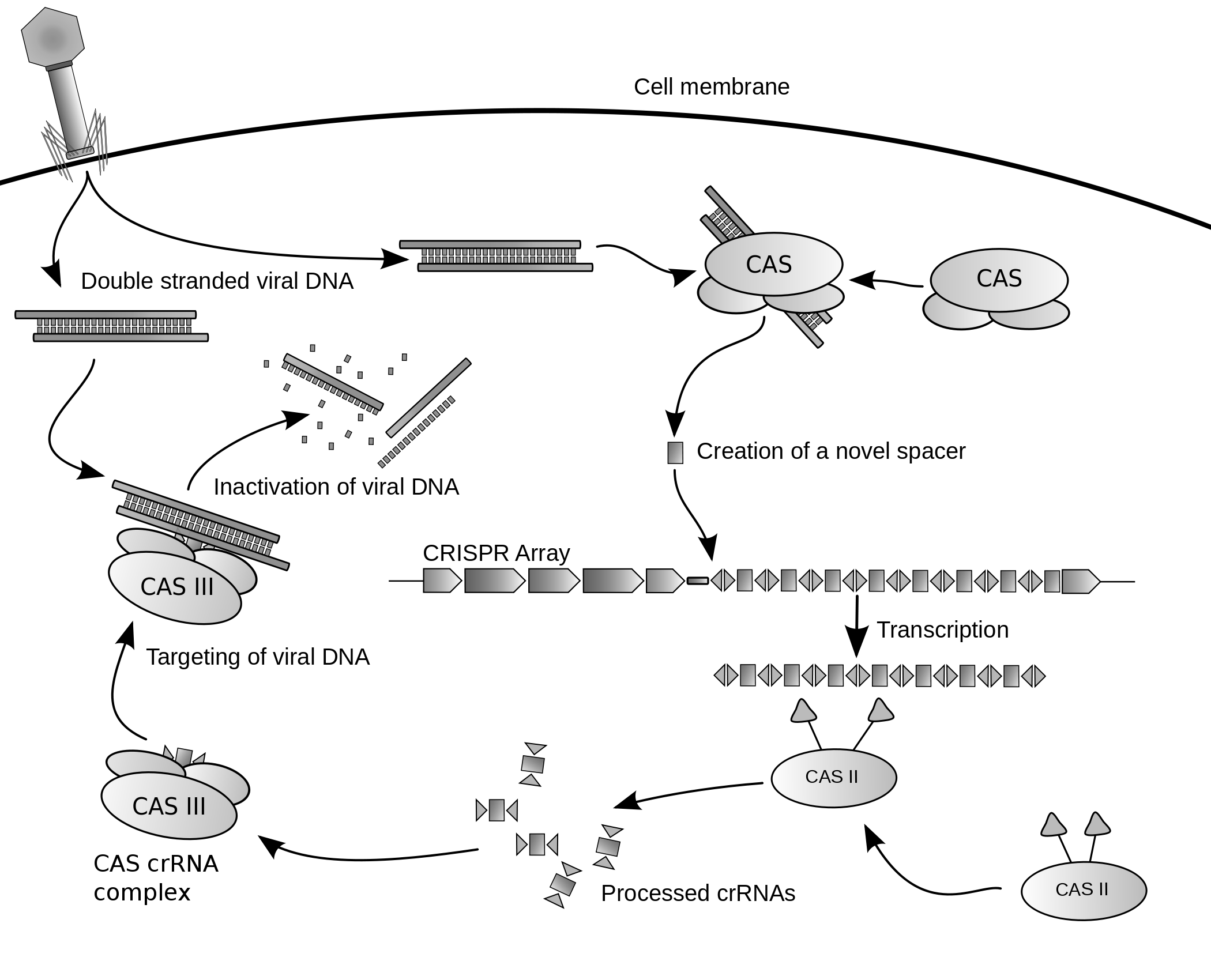
Diagramme du mécanisme de CRISPR.

En génétique, CRISPR (prononcé /ˈkrɪspəʳ/), acronyme de Clustered Regularly Interspaced Short Palindromic Repeats (« Courtes répétitions palindromiques groupées et régulièrement espacées »), sont des familles de séquences répétées dans l'ADN. De telles familles se caractérisent par des séries de répétitions directes courtes (de 21 à 37 paires de bases) et régulièrement espacées par des séquences appelées « spacer », généralement uniques, de 20 à 40 paires de bases.
En génie génétique, le système CRISPR-Cas9, d'abord utilisé pour typer des souches de bactéries est récemment devenu un outil de manipulation génétique à fort potentiel. CRISPR-Cas9 est notamment utilisé comme ciseau moléculaire afin d'introduire des modifications locales du génome (manipulations souvent qualifiées d'édition génomique) de nombreux organismes modèles.

## Première observation et redécouvertes
Cette structure répétée a été observée pour la première fois par Yoshizumi Ishino en 1987 chez Escherichia coli. Elle a ensuite été décrite plusieurs fois sous différents noms :
- LCTR pour Long Clusters of Tandem Repeats. Deux de ces régions sont associées à des LCTR (typique des Archæa) ce qui supporte l’idée que ces LCTR soient impliqués dans le transfert de gènes[3] ;
- SPIDR pour Spacer Interspaced Direct Repeats[4] ;
- TREP pour Tandem REPeats[5] ;
- DVR pour Direct Variable Repeats[6] ;
- SRSR pour Short Regularly Spaced Repeats[7].

Un article de Juan Francisco Martínez Mojica de 2000 démontre que toutes les descriptions précédentes n'étaient que des facettes d'une seule et même entité. En 2002, Jansen décide, avec l'accord du groupe de Mojica, de clarifier la nomenclature en créant l'acronyme CRISPR.
Si la séquence répétée est bien conservée au sein d'un organisme, le nombre d'unités au sein d'un train, le nombre de trains et même la présence de trains sont des quantités hautement variables d'une lignée à une autre. De fait, les CRISPR ont été utilisés pour typer des souches bactériennes, une technique appelée spoligotypage,.

## Répartition dans le monde vivant
Ces répétitions se rencontrent dans les lignées d'archées et de bactéries, mais n'ont pas encore été observées chez les eucaryotes. Chez les virus, il a été montré que des bactériophages codent le système CRISPR-Cas. Les CRISPR pourraient être la famille de répétition la plus largement répandue dans le monde vivant, avec un peu moins de la moitié des organismes séquencés porteurs de ce type de répétitions (sur plus de 200 génomes testés à la fin de 2005). Les régions CRISPR sont présents chez la plupart des archées thermophiles et la moitié des espèces bactériennes (jusqu'à 10 % du génome chez certaines archées analysées), concernant aussi bien les bactéries à Gram+ que les bactéries à Gram-. Certains plasmides d'archées sont porteurs de CRISPR homologues de ceux portés par l'organisme hôte. C'est le cas par exemple de Sulfolobus et du plasmide pNOB8,. Certains auteurs ont signalé la présence de CRISPR dans l'ADN mitochondrial (Flamand, 1992)[réf. à confirmer], mais ces résultats n'ont pas pu être reproduits.

## Structure
Les locus CRISPR sont caractérisés par une alternance de répétitions directes ou « direct repeats » (c'est-à-dire toutes orientées dans le même sens de lecture), courtes (de 21 à 37 paires de bases) et régulièrement espacées par des séquences appelées « spacers », généralement uniques, de 20 à 40 paires de bases. Les séquences nucléotidiques et la longueur des locus CRISPR sont conservées pour une même espèce, mais varient d'une espèce à l'autre,. Les locus CRISPR sont généralement adjacents aux gènes cas (pour « CRISPR associated »), dont ils sont séparés par une séquence de 300 à 500 paires de bases, appelée séquence « leader ».
Les premiers éléments sur la façon dont la structure CRISPR elle-même (c'est-à-dire la portion constituée de la succession de direct repeats et de spacers) évolue ont été fournis par le travail de Pourcel et al.. Ce travail, portant sur les locus CRISPR de Yersinia pestis, a montré que l'acquisition de nouveaux spacers était polarisée, alors que la perte d'un ou plusieurs « spacers » pouvait survenir tout au long du locus CRISPR. L'acquisition survient de façon adjacente au leader. Le leader est conservé dans la lignée mais pas entre les lignées.

### GènesCas
Rencontrés uniquement dans les génomes porteurs de CRISPR, les gènes Cas (pour associés à CRISPR) sont généralement situés à proximité des locus CRISPR. Dès 2005, au moins 45 familles de gènes de ce type ont été décrites. Les 4 premières étant strictement associées. Le plus important de ces gènes est Cas1, présent dans presque tous les complexes CRISPR-Cas (parfois notés CRISPR/Cas). La distribution sporadique des sous-types CRISPR-Cas suggère plusieurs évènements de transferts horizontaux au cours de l'évolution microbienne. Les systèmes CRISPR-Cas peuvent être très étendus (jusqu'à 20 gènes différents) et semblent présenter des schémas différents d'une lignée à l'autre, qui ne se retrouvent que dans un nombre très limité d'espèces. Les gènes Cas repérés chez des organismes hyperthermophiles ont d'abord été vus comme jouant un rôle de réparation de l'ADN.

## Fonctions
Si les fonctions des CRISPR n'ont pas encore été clairement identifiées, un certain nombre d'hypothèses ont été avancées :
- les CRISPR sont impliqués dans la répartition des copies de génomes au cours de la division (expériences menées sur Haloferax mediterranei[5]). Des similitudes avec certains mécanismes de partition de plasmides suggèrent que les CRISPR sont des analogues des séquences de partitionnement bactériennes. Sans être vital pour la cellule puisque certaines lignées en sont dépourvues[7] ;
- les CRISPR ont un rôle de perturbateur chromosomique en permettant des recombinaisons et sont impliqués dans le système de restauration chromosomique à la suite d'un réarrangement[7] : il a été montré qu'il y a une relation forte entre les CRISPR et les réarrangements[20]. Le motif répété faciliterait les recombinaisons ;
- deux de ces régions sont associées à des LCTR (typiques des Archæa) ce qui supporte l’idée que ces LCTR sont impliqués dans le transfert de gènes[3]. Nelson a proposé que les CRISPR sont associés à l'origine de réplication et jouent un rôle dans le processus de réplication du chromosome (il a placé le nucléotide 1 comme étant le premier d'un CRISPR) ;
- chez les archées, site de fixation pour la formation de nucléosomes (enroulement de l’ADN autour de protéines similaires à des histones) permettant de protéger l’ADN ou de réguler l’expression génique[21] ;
- ces séquences forment des structures secondaires (épingles, Z-DNA et H-DNA) ayant des fonctions de régulation ou de protection[21].

### Rôle «immunitaire» du système CRISPR-Cas
En 2005, on observe que les séquences de certains spacers sont identiques à celles de certains éléments génétiques mobiles, notamment de virus et de plasmides,,.
En mars 2007, l'équipe de Philippe Horvath a montré que l'exposition de cellules porteuses de CRISPR à des phages entraîne l'apparition de nouveaux intervalles, que ces intervalles dérivent du matériel génomique des phages et que le retrait ou l'ajout de ces intervalles modifie la résistance des bactéries face aux phages.
Le système CRISPR-Cas (CASS) est un mécanisme de défense contre les phages et plasmides invasifs, fonctionnant d'une manière analogue à celle du système ARNi des eucaryotes. En intégrant des fragments de gènes étrangers dans des parties non codantes de leur chromosomes, archées ou bactéries acquièrent une résistance aux phages et plasmides.
Il s'agit donc d'une forme de système immunitaire héritable par transmission aux cellules filles, permettant aux archées et aux bactéries de s'adapter rapidement à l'évolution des phages et des plasmides,,,. En 2020, une étude explicite comment des marqueurs dérivés des génomes des différents virus rencontrés s'accumulent d'une manière chronologiquement ordonnée (à la manière d'un « enregistreur ADN ») dans la région CRISPR de leur génome. C'est la phase d’immunisation. S'ensuit une immunité : les protéines Cas utilisent ces informations pour reconnaitre et désactiver tout virus de signature déjà connue.
Il a été montré que les phages pouvaient contourner le système CRISPR-Cas via des gènes spécifiques.
Les systèmes CRISPR-Cas observés chez les bactéries et les archées d'une part et le système ARNi observé chez les eucaryotes d'autre part ne semblent pas dériver d'un ancêtre commun. Ils ne sont donc pas homologues.

#### Mécanismes moléculaires
Les systèmes CRISPR utilisent les gènes cas1 et cas2 qui sont impliqués dans l'intégration, en tant que spacer de fragments de gènes étrangers dans le CRISPR.
Trois types de systèmes CRISPR-Cas sont connus :
- les systèmes de types I, utilisent un complexe Cascade pour cliver les transcrits de CRISPR au niveau des épingles. Lorsqu'un complexe Cascade/spacer s'associe à un ADN cible (reconnaissance par hybridations) il recrute la protéine Cas3 qui clive un brin de l'ADN cible ;
- les systèmes de types II, utilisent la RNAse III pour séparer les répétitions des transcrits. La protéine Cas9 s'associe avec un fragment de transcrit et, lors de la reconnaissance d'un ADN cible, Cas9 clive les 2 brins de cet ADN ;
- les systèmes de type III, utilisent la protéine Cas6 pour cliver les transcrits de CRISPR au niveau des épingles, les segments de transcrits obtenus s'associent avec un complexe Cas10. Ce système requiert qu'il y ait transcription de l'ADN cible, le complexe Cas10/spacer clive alors un brin de l'ADN cible (brin non transcrit), ainsi que l'ARN en cours de transcription.

## Découverte et commercialisation
Le système CRISPR-Cas9, notamment tel que développé par la chercheuse française Emmanuelle Charpentier sur la base d'une idée qu'elle a eue à Vienne au début des années 2000 (pour lequel elle obtient le prix Nobel) est depuis les années 2010 devenu un outil de génie génétique révolutionnaire permettant de modifier plus facilement et plus précisément les séquences d’ADN, et utilisé pour des thérapies géniques associé à un vecteur souvent viral.
Il est aussi utilisé pour exprimer des gènes grâce à l'activation CRISPR, entre autres pour reprogrammer des cellules.

### Découverte
La technique d'édition de génome CRISPR-Cas9 a été découverte par l'équipe de la chercheuse française Emmanuelle Charpentier aidée par la professeure américaine Jennifer Doudna. Elle a été par la suite développée à partir de 2012 par plusieurs chercheurs, dont notamment le biologiste moléculaire Feng Zhang, du Broad Institute (associé à Harvard et au MIT).
En avril 2016, Charpentier a présenté dans le journal Nature une nouvelle version plus performante d'utilisation du CRISPR.

### Brevets et entreprise
CRISPR Therapeutics, jeune entreprise cofondée par Emmanuelle Charpentier pour breveter et développer cet outil est devenue l'une des sociétés de biotechnologies précliniques les plus richement financées dans le monde, mais est en conflit concernant le brevetage de cette technologie,.
En 2021, Wageningen University & Research a annoncé avoir décidé d'ouvrir ses brevets d'édition de gènes CRISPR-Cas à des ONG à but non lucratif (sous forme de licences gratuites) pour des applications non commerciales (par exemple pour améliorer les végétaux alimentaire cultivés dans les pays pauvres, plus rapidement que via la sélection végétale conventionnelle).
Berkeley conteste devant une commission d'appel du United States Patent and Trademark Office le brevet accordé au Broad Institute pour cette découverte. Le 15 février 2017, l'United States Patent and Trademark Office a considéré que les brevets déposés par le Broad Institute sur l'usage de CRISPR/Cas9 dans le cas de cellules eucaryotes étaient valides. Pour autant, les revendications de l'Université de Berkeley (à l'origine des dépôts de brevets de Jennifer Doudna et d'Emmanuelle Charpentier] quant à l'emploi de CRISPR/Cas9 sur tous types de matériel génétique (y compris les cellules eucaryotes) n'ont pas été rejetées,. En janvier 2018, l'Office européen des brevets a révoqué un des principaux brevets concernant CRISPR-Cas9 déposé (et accepté dans un premier temps) par le Broad Institute. Ce dernier a fait appel de la décision.

## Repères historiques sur la gouvernance des technologies génétiques
Au cours des années 1970, deux modèles de gouvernance des nouvelles biotechnologies se sont affrontés. D’une part, le courant « libéral » incarné par la conférence d’Asilomar (1975) considérait que la communauté scientifique, formée d’experts maîtrisant la technique, devait s’autoréguler en définissant ses propres protocoles de sécurité, sans associer le grand public ni aborder les enjeux éthiques ou politiques. D’autre part, des biologistes militants du mouvement Science for the People (SftP) ont remis en question cette confiance dans l’autorégulation experte en réclamant une enquête publique, une participation citoyenne et une prise en compte explicite des dimensions sociales, économiques et de pouvoir qui structurent la recherche. Ces tensions inaugurent le cycle de débats qui, de l’ADN recombinant aux Sommets internationaux sur l’édition génomique, marque l’évolution des cadres de régulation jusqu’à l’ère CRISPR.

### Conférence d'Asilomar (1975) et son héritage libéral
La réunion de 1975 à Asilomar, initiée par Paul Berg et David Baltimore, visait à définir des protocoles de confinement pour les expériences d’ADN recombinant (rDNA) afin de rassurer le public et d’éviter une régulation étatique plus contraignante. Les discussions furent limitées aux seuls risques expérimentaux et aux niveaux de biosécurité, excluant délibérément toute réflexion moral, sociale ou politique. Ce modèle « libéral » de gouvernance technoscientifique reposait sur l’idée que la communauté scientifique formait un « corps moral » capable de s’autoréguler, tout en considérant la science comme apolitique et neutre, et en déplaçant la responsabilité des usages vers des acteurs externes (gouvernements, industriels, publics).

### Modèle radical de Science for the People à Cambridge (1976)
À Cambridge (Massachusetts), l'annonce par Harvard de la construction d'un laboratoire à confinement élevé pour l'ADNr déclenche l'intervention de Science for the People, un mouvement radical formé en 1969. Ses membres, dont Ruth Hubbard, George Wald, Richard Lewontin et Jonathan Beckwith, estiment que la seule expertise des biologistes ne suffit pas à évaluer les risques expérimentaux et sociaux. En juillet 1976, ils convainquent la municipalité de soumettre le projet à une enquête publique, aboutissant à un moratoire temporaire et à la création d'un comité de citoyens chargés d'étudier pendant six mois les enjeux scientifiques, sanitaires et sociaux de l'ADNr. Ce comité propose d'adapter les protocoles du NIH tout en intégrant des représentants du personnel de laboratoire et des membres du public aux comités de biosécurité, marquant la première réglementation municipale de l'ADNr aux États‑Unis.

### Sommets internationaux sur l'édition génomique (2015, 2018)
En décembre 2015, près de quarante ans après Asilomar, David Baltimore et Paul Berg organisaient à Washington le premier International Summit on Human Gene Editing. L’objectif affiché était d’adapter le modèle d’Asilomar à la technologie CRISPR/Cas9 : limiter l’usage aux cellules somatiques ou, à titre de recherche, aux cellules germinales, tout en excluant toute application clinique de modification de l’embryon. Lors du deuxième sommet (Hong Kong, novembre 2018), l’annonce par He Jiankui de la naissance de deux nourrissons génétiquement modifiés montra les limites d’un tel format à empêcher des dérives individuelles : l’affaire révéla l’absence de mécanismes contraignants et la nécessité de créer un « écosystème » de surveillance impliquant autorités nationales, agences internationales et instances citoyennes.

## Applications de la technologie CRISPR en bio-ingénierie

### Agriculture et élevage
La technologie CRISPR-Cas9 est largement adoptée en biologie pour créer des organismes génétiquement modifiés (OGM). Dans l'agriculture, elle est notamment utilisée par des entreprises et organisations internationales afin de développer des cultures résistantes aux maladies (telles que le mildiou), parasites et/ou adaptées à différents climats[citation nécessaire], contribuant ainsi à une agriculture plus productive. Par exemple, l'entreprise British Sugar développe par CRISPR depuis 2021 des variétés de betteraves résistantes aux maladies (particulièrement la jaunisse virale) [réf. nécessaire]; mais encore Sanatech Seed qui à l'aide de cette technologie a augmenté la concentration d'acide gamma-aminobutyrique (GABA) dans les tomates[réf. nécessaire]. Outre les acteurs privés, des organisations internationales telles que l'International Rice Research Institute (IRRI) emploient CRISPR dans une perspective de sécurité alimentaire en particulier dans les pays du Sud. L'IRRI a par exemple conçu des variétés de riz capable de mieux résister aux inondations, un phénomène de plus en plus fréquent en Asie du Sud.[réf. nécessaire]
Par ailleurs, elle a été utilisée dans le domaine de l’élevage, notamment en rendant les animaux plus résistants aux maladies ou encore à la chaleur. Par exemple, la société américaine Acceligen a obtenu en mars 2022 l'autorisation de la Food and Drug Administration (FDA) des États-Unis pour commercialiser des bovins génétiquement modifiés présentant des poils plus courts, une caractéristique qui améliore leur tolérance à la chaleur. Cette autorisation sa été donnée sans passer par la procédure d'autorisation de mise sur le marché normalement obligatoire pour les OGM, la FDA ayant conclu que les modifications génétiques associées, non anticipées mais mineures, ne comportaient pas de risque pour l'être humain.

### Médecine régénérative et création de chimères
Un domaine particulièrement controversé est la création de chimères animal-humain. Ces chimères sont des organismes qui contiennent à la fois des cellules humaines et animales, créées par manipulation génétique via CRISPR, afin d'étudier des maladies ou de produire des organes humains transplantables. Ce domaine est encore en développement, notamment au Japon, où le professeur Hiromitsu Nakauchi (professeur dans le département de génétique de l'université de Stanford) a reçu en 2019 l'autorisation de créer des embryons chimériques animal-humain. Son équipe vise à faire croître des organes humains dans des embryons de rongeurs, qui seraient ensuite transplantés dans des animaux de substitution, comme des porcs, l'objectif étant de pallier la pénurie d'organes pour les transplantation et représente un potentiel considérable pour la médecine régénérative.

## Enjeux moraux et débats sociétaux

### Éthique de la création de chimères et nouvelles frontières du vivant
La création de chimères animal-humain à des fins biomédicales soulève d’importantes questions éthiques, juridiques et philosophiques, notamment autour des frontières biologiques entre les espèces ainsi que du statut juridique des êtres vivants issus de ces manipulations. Certains chercheurs, comme Pierre Savatier (directeur de recherche à l'Inserm), estiment que les chimères pourraient constituer une alternative éthique à l’expérimentation humaine, à condition de maintenir une surveillance rigoureuse pour éviter une contribution humaine excessive, notamment dans le développement cérébral des animaux. D'autres voix, comme celle du philosophe Dominique Lestel, invitent à repenser les catégories traditionnelles entre humains et animaux, estimant que l’apparition de chimères complexes pourrait nécessiter une nouvelle définition du vivant et du sujet moral. Enfin, au niveau juridique, plusieurs pays ont adopté des réglementations pour encadrer ces pratiques. En France, la loi de bioéthique de 2021 autorise l’insertion de cellules humaines dans des embryons animaux, mais interdit l’inverse, ainsi que toute gestation de chimères au-delà d’un certain stade.

### Justice sociale et inégalités d'accès
L’appropriation industrielle de CRISPR a des répercussions sur l’accès aux applications de l’édition génomique, en particulier dans les pays à revenu faible ou intermédiaire. Le coût des licences, les barrières technologiques (par exemple l’accès limité à des équipements de pointe comme les séquenceurs de nouvelle génération ou encore les microscopes à fluorescence), et la dépendance vis-à-vis des fournisseurs des pays du Nord peuvent freiner l’appropriation locale de cette technologie.
Ces enjeux trouvent un écho dans l’histoire des sciences. Le mouvement Science for the People, actif aux États-Unis dans les années 1960 et 1970, a dénoncé l’imbrication croissante entre la recherche scientifique, les intérêts militaires, et les logiques capitalistes. Pour ses membres, les choix technologiques ne sont jamais neutres: ils traduisent des rapports de pouvoir, des priorités économiques, et des visions du monde souvent invisibles dans les récits techniques. Bien que le mouvement ait précédé l’apparition de CRISPR, ses critiques ont notamment contribué à dénoncer de longue date les inégalités dans l’accès aux innovations biomédicales. Dans le cas de CRISPR, cette perspective invite à interroger les usages qui sont favorisés — tels que le développement de thérapies géniques personnalisées, comme le traitement de la drépanocytose, dont le coût estimé dépasse deux millions de dollars par patient, rendant son accès limité aux systèmes de santé les plus riches. De même, dans le domaine agricole, CRISPR est majoritairement utilisé pour optimiser des cultures destinées à l’agro-industrie, tandis que les applications pour l’amélioration de plantes vivrières locales, adaptées aux agricultures paysannes, restent marginales.

## Gouvernance, régulation et participation citoyenne

### Gouvernance scientifique et encadrement international
Cette technique suscite des questions d'éthique médicale et environnementale quant à l'eugénisme et aux conséquences environnementales de la manipulation du génome, quand cet outil est appliqué à des cellules héréditaires,. Un certain nombre de scientifiques et d'autres personnalités ont lancé un appel pour une éthique de la conservation sans le pilotage des gènes, considérant qu'elle détient le potentiel de transformer absolument le monde de la nature et les rapports des humains avec celui-ci.
Dans les premières années de son utilisation, à partir de 2012, des membres de la communauté scientifique ont alerté sur les risques potentiels de cette technologie. Cette période a été marquée par des débats sur la sécurité et l'éthique de l'édition génomique. Notamment, le congrès mondial de la nature de septembre 2016 a voté une motion demandant à la directrice générale et aux commissions de l'UICN d'évaluer « de toute urgence les incidences des techniques de forçage génétique et d'autres techniques apparentées et leurs effets possibles sur la conservation et l'utilisation durable de la diversité biologique, ainsi que le partage équitable des avantages découlant des ressources génétiques, afin que l'UICN élabore des orientations sur ce thème, tout en s'abstenant de soutenir ou d'approuver des activités de recherche, y compris des essais sur le terrain, portant sur l'utilisation de techniques de forçage génétique à des fins de conservation ou autres tant que cette évaluation n'aura pas été réalisée.»

### Délibération publique et implication des citoyens
À mesure que la technologie CRISPR s’est diffusée dans les laboratoires et entreprises des Etats-Unis, Japon, Chine ou encore d'Europe, la question de sa régulation n’était plus exclusive aux scientifiques. En effet, à partir de 2014, des entreprises telles que CRISPR Therapeutics, Intellia Therapeutics et Editas Medicine ont été fondées pour développer commercialement cet outil.L’implication directe d’acteurs industriels dans le développement et la commercialisation de ces outils a suscité des interrogations sur leur influence potentielle dans les décisions réglementaires, et sur les risques de conflits d’intérêts.
Pour répondre à ces préoccupations, des initiatives de gouvernance participative ont vu le jour, visant à associer les citoyens aux réflexions entourant les applications de l’édition génomique. Ces démarches reposent sur l’idée que les choix en matière de biotechnologies ne doivent pas seulement être guidés par des considérations scientifiques ou économiques, mais également prendre en compte les valeurs, les attentes et les préoccupations de la société.
En 2021, un exemple concret de cette approche a été mis en œuvre en France avec l’organisation d’un jury citoyen sur l’ingénierie génomique, porté par l’Espace de Réflexion Éthique du Grand Est (EREGE), en partenariat avec l’INSERM et la Conférence Nationale des Espaces de Réflexion Éthique Régionaux (CNERER). Ce jury, composé de citoyens préalablement formés, a discuté des enjeux liés à l’utilisation de CRISPR, en particulier dans un cadre médical. Il a notamment exprimé un avis favorable à l’usage de l’édition du génome dans des indications médicales précises, à condition qu’un encadrement strict soit mis en place.

## Culture populaire
- Le système CRISPR-cas9 est à la base de l'expérience ratée du film Rampage : Hors de contrôle.
- Le système CRISPR-cas9 intervient dans l'intrigue du roman de Robin Cook : Pandémie.
- Le système CRISPR-cas9 intervient dans l'intrigue du roman de Franck Thilliez : Luca.